# Lithophaga simplex
Lithophaga simplex es una especie de molusco bivalvo de la familia Mytilidae. Es una especie que excava túneles en colonias de corales mientras se encuentran vivos. Se puede encontrar en el océano Pacífico tropical central occidental.

## Descripción
Lithophaga simplex es uno de los miembros más pequeños de su género. La concha crece hasta una longitud máxima de unos 20 mm y un ancho de 7 mm. La concha es estrecha y cilíndrica, estrechándose ligeramente en el extremo posterior, con el umbo cerca del extremo anterior. Ambos extremos son redondeados. El periostraco es amarillento y está cubierto por una costra calcárea. Este molusco se distingue de otras especies similares por su concha inflada y por el sifón oscuro.

## Ecología
Lithophaga simplex perfora colonias vivas de coral. En el Mar Rojo se encuentra comúnmente en el coral masivo Astreopora myriophthalma. En un tiempo, el molusco fue considerado un parásito del coral porque sus actividades de excavación debilitaban la estructura del coral y lo hacían más propenso a sufrir daños. Sin embargo, ahora se ha descubierto que los productos de amonio que excreta el molusco sirven como nutrientes, y los beneficios de estos para la colonia de coral pueden superar las desventajas del debilitamiento estructural, por lo que la relación entre ambos es probablemente mutualista. Otros corales hospedadores de este bivalvo incluyen Goniastrea pectinata, y Plesiastrea versipora.
Cuando los moluscos de esta especie fueron retirados de sus corales anfitriones, los investigadores descubrieron que tendían a desovar en el último cuarto del mes lunar o alrededor del momento de la luna nueva. Las larvas siguieron el curso normal de desarrollo de los mitílidos. Cuando las larvas veliger estaban lo suficientemente desarrolladas como para establecerse en el fondo marino, eran capaces de retrasar la metamorfosis hasta cuatro meses, hecho que les permitiría dispersarse ampliamente mientras buscaban sustratos adecuados en los que establecerse.